# Mulfra Quoit

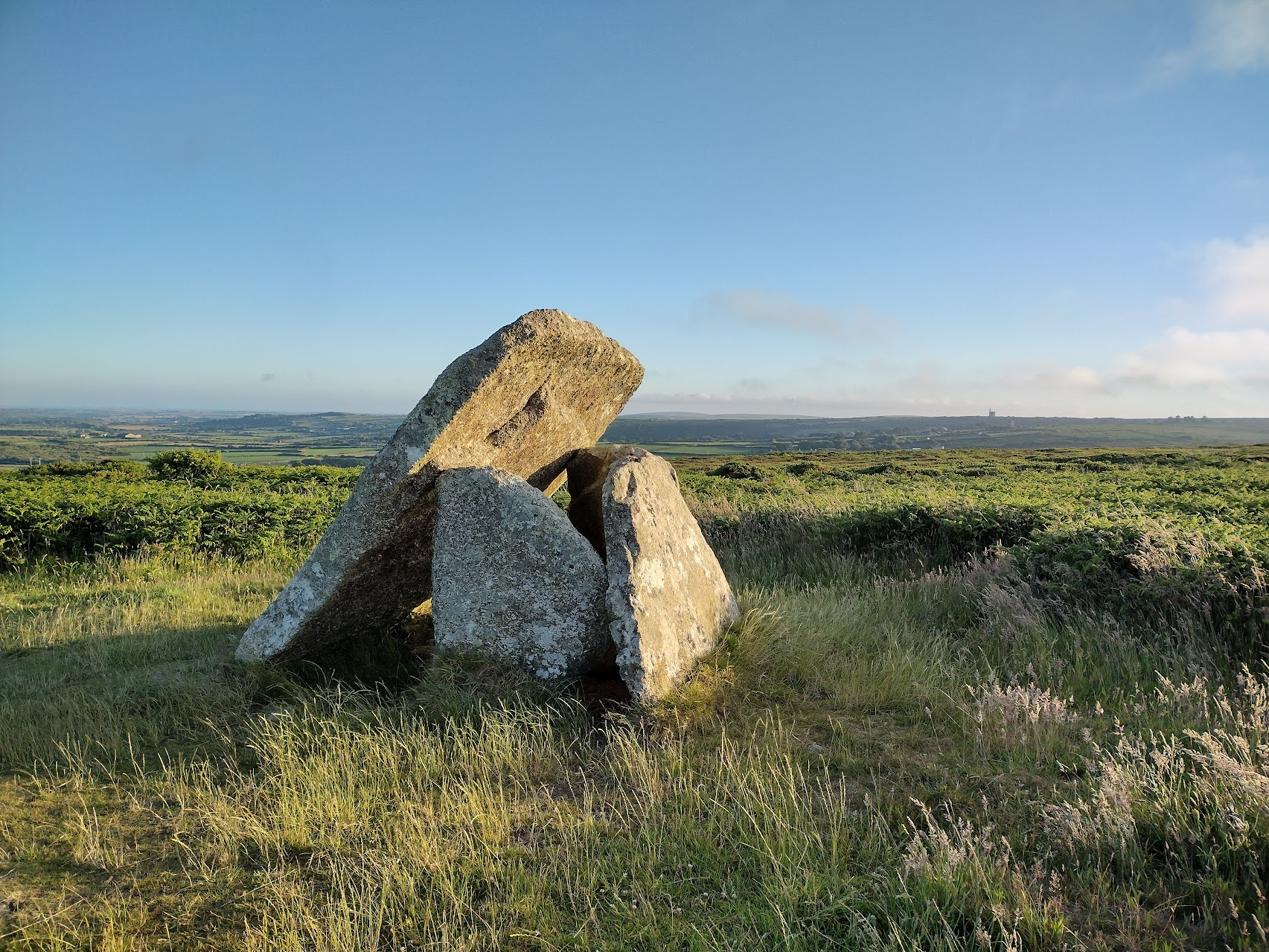
Mulfra Quoit – Morvah – Cornwall

Der Mulfra Quoit, früher auch Mulfra Cromlech, ist ein etwa 5500 Jahre alter Dolmen aus der Jungsteinzeit und liegt in der Grafschaft Cornwall in England. Der Name leitet sich von der kleinen Ortschaft gleichen Namens ab. Der angrenzende Hügel ist der Mulfra Hill.

## Lage
Der Quoit befindet sich westlich von Penzance zwischen Porthmeor und New Mill auf dem Gipfel des Mulfra Hills, von wo man über die umliegenden Anhöhen auf das Meer blicken kann. Man erreicht ihn auf einem Weg, der etwa 3 km hinter Porthmeor nach rechts abzweigt.

## Aufbau

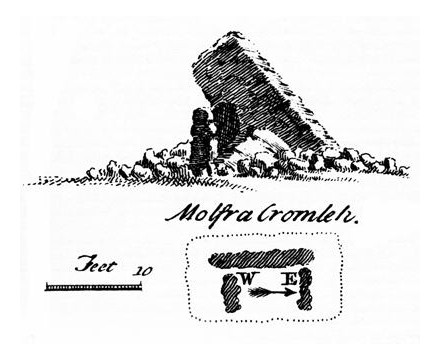
Ansicht und Grundriss des Mulfra Quoits – Zeichnung von William Borlase 1769

Der Mulfra Quoit ähnelt dem fünf Kilometer entfernten Chûn Quoit, ist aber schlechter erhalten. Vor Ort findet man drei jeweils 1,7 m hohe Stützsteine, die U-förmig eine 3,0 m lange und 1,7 m breite, auf einer Seite offene Kammer einfassen. Auf der offenen Seite lehnt die herabgerutschte, nahezu quadratische Deckenplatte, die Seitenlängen von 3,2 m und 3,0 m und ein Gewicht von 5 Tonnen besitzt, an den Tragsteinen an. Da einige der Steine, die die Kammer bildeten, vermisst werden, ist es schwierig, eine Vorstellung von ihrer ursprünglichen Form zu erhalten, aber wahrscheinlich stützten wie beim Chûn Quoit vier Pfeiler die Deckplatte. Andererseits besitzt die Deckplatte an ihrer Unterseite eine zentrale Wölbung, die dem Stein eine stabile Position auf den vorhandenen drei Stützpfeilern verleihen würde. Der Mulfra Quoit war allem Anschein nach durch einen Hügel bedeckt, von dessen Einfassung noch Reste vorhanden sind. Vermutlich handelt es sich bei der Megalithanlage, wie bei anderen Quoits um ein Portalgrab.

## Forschungsgeschichte
1769 veröffentlichte der Altertumsforscher William Borlase einen Grundriss und eine Zeichnung des Quoits und beschrieb auch eine 60 cm hohe Steinaufschüttung, die damals den Dolmen entlang eines Kreises mit Durchmesser 12 m umfasste, von der heute allerdings nichts mehr zu erkennen ist. Borlase erwähnte zudem einen weiteren Stein, von dem er annahm, dass er Teil der Deckplatte war. Dieser Stein ist heute nicht mehr vorhanden. Die Anlage war von einer 30 cm dicken Erdschicht bedeckt, was Borlase zu der Annahme verleitete, dass sich in früherer Zeit der Dolmen im Innern eines Erdhügels befand. Im Jahre 1872 bestätigte William Copeland Borlase, ein Urenkel von William Borlase, im Wesentlichen dessen Angaben von einer Steinanhäufung, in deren Zentrum der Dolmen stand, und nahm Ausgrabungen vor, die allerdings nur verkohltes Holz lieferten. W. C. Borlase widersprach der Auffassung, der Dolmen sei 1752 bei einem Blitzschlag zerstört worden, da sein Ahnherr die Anlage bereits 1749 im selben Zustand wie heute vorgefunden hätte. Spätere Autoren behandelten den Mulfra Quoit wegen seines schlechten Erhaltungsgrades etwas nachlässig: Hugh O’Neill Hencken beschrieb ihn 1932 wie den Chun Quoit knapp als "eine riesige Steinkiste in einem runden Hügel". Glyn Daniel erwähnte 1950 kaum mehr als den Namen des Quoits und stufte ihn als eine "typisch rechteckige Kammer" ein, fertigte aber immerhin einen Plan der Anlage an.
In der Nähe befinden sich weitere Megalithanlagen:
- Boscawen-ûn
- Steinkreis von Boskednan
- Chûn Quoit
- Lanyon Quoit
- Mên-an-Tol
- Merry Maidens
- Steinkreis von Tregeseal
- Tregiffian
- Zennor Quoit